# 袁利群
袁利群（1969年—），浙江宁波人，汉族，中华人民共和国政治人物、第十二届全国人民代表大会广东地区代表。
毕业于北方工业大学会计学专业。加入中国共产党。2013年，担任全国人大代表。